# Walhain
Walhain là một đô thị của Bỉ, tọa lạc located trong tỉnh Walloon Brabant. Đô thị này bao gồm các đô thị cũ Nil-Saint-Vincent-Saint-Martin, Tourinnes-Saint-Lambert và Walhain-Saint-Paul.
Walhain có trụ sở Institut Géographique National ở Nil-Saint-Vincent tọa độ là 50°38′28″B 4°40′5″Đ / 50,64111°B 4,66806°Đ.